# 佐佐木吉郎
佐佐木吉郎（1940年3月8日—2008年12月21日），日本棒球選手、教練，出生於秋田県秋田市，曾經效力於日本職棒橫濱DeNA灣星等隊伍，於1969年退休，生涯通算23次勝投。